# Ca n'Amat (Vilassar de Mar)
Ca n'Amat és un edifici del municipi de Vilassar de Mar (Maresme) que forma part de l'Inventari del Patrimoni Arquitectònic de Catalunya.

## Descripció
És un edifici civil format per una planta baixa i un pis. Segueix la línia del carrer, adossat a altres edificis pels murs laterals. El seu interès recau especialment en la façana historicista, en la que s'utilitzen elements neoàrabs. Els més característics són els arcs de ferradura amb les dovelles bicolors, els carcanyols esgrafiats amb motius geomètrics, sanefes de rajoles de colors, arquets entrellaçats sota la cornisa, ús del maó vist en els angles de la façana i alguns elements de la cornisa. Un balcó a l'altura del primer pis recorre tota l'amplada de la façana. Destaca el treball de fusta de la porta principal amb motius geomètrics típics de l'art musulmà.